# Elvira Cuyàs i Voltà
Elvira Cuyàs i Voltà   (Barcelona, 20 de febrer de 1892 - Barcelona, 30 de setembre de 1973) va ser una propietària catalana.
Va néixer el 20 de febrer de 1892. Filla de Jaume Cuyàs i Galceran i d'Elvira Voltà i Carreras. Pertanyia a una família terratinent benestant vinculada a Montcada i Reixac, documentada des del segle XVIII al coll de Montcada, on tenien la casa pairal i amb terres als actuals barris de Can Cuiàs i Mas Rampinyo i la urbanització Santelvira.
Posteriorment, Elvira Cuyàs va esdevenir-ne propietària. En l'àmbit personal, es va casar amb Leopold Mercader i Mallol, amb qui va tenir una filla, Elvira. Va morir a Barcelona l'octubre de 1973, als 81 anys. Va ser enterrada al cementiri de Montjuïc.
Després de la seva mort, en un dels seus terrenys al barri de Mas Rampinyo, s'hi va ubicar una escola que porta el seu nom. Les obres del centre van adjudicar-se el 1977 i va començar a funcionar el curs de 1978-1979. Per acord del Ple Municipal, es va donar el seu nom a l'equipament el 1978 en agraïment a les facilitats que va donar la família per a la compra del terreny.